# Areski-Fontaine
Areski-Fontaine, aussi typographié Areski/Fontaine, est un groupe de musique français des années 1970, composé de Brigitte Fontaine et Areski Belkacem.

## Biographie
En 1970, l'écrivain, comédienne et chanteuse Brigitte Fontaine et le musicien, compositeur et chanteur Areski Belkacem forment un tandem artistique, produisant ensemble une série de disques et de spectacles où la musique et le théâtre se conjuguaient. Après trois premiers albums ensemble, ils sortent l'album L'Incendie chez BYG Records en 1974. Je ne connais pas cet homme, sorti en 1973, est le premier album du groupe officiellement labellisé Areski-Fontaine.
En 1988, Brigitte Fontaine reprend sa carrière de chanteuse solo : Areski Belkacem reste néanmoins son compositeur quasi exclusif, se produisant sur scène à ses côtés comme musicien et interprète, et est, à la ville, son époux.

## Discographie

### Albums studio
- 1970 : Comme à la radio (avec l'Art Ensemble of Chicago) (grand prix Charles Cros) (Saravah)
- 1972 : Brigitte Fontaine (avec Julie Dassin) (Saravah)
- 1973 : Je ne connais pas cet homme (avec Antoine Duhamel) (Saravah)
- 1974 : L'Incendie (Byg Records)
- 1975 : Le Bonheur (Saravah)
- 1977 : Vous et nous (avec Antoine Duhamel et Jean-Philippe Rykiel) (Saravah)
- 1978 : Les églantines sont peut-être formidables (RCA-Saravah)

### Singles
- 1974 : Quand tous les ghettos brûleront, ça va faire un hit (avec Jean-Claude Vannier) (Byg Records)
- 1980 : L'inconciliabule (RCA-Saravah)

### Principaux spectacles
- Niok (avec Jacques Higelin), Théâtre du Lucernaire, Paris, 1969
- Carrefour de l'Odéon (avec Rufus et Olivier Bloch-Lainé), Théâtre 140, Bruxelles, 1969
- Comme à la radio (avec l'Art Ensemble of Chicago), Théâtre du Vieux-Colombier, Paris, 1969 et 1970
- Théâtre de la Porte-Saint-Martin, Paris, 1973
- Salle Pleyel, Paris, 1975
- Théâtre du Forum des Halles, Paris, 1979
- Acte 2, New Morning et Théâtre du Lucernaire, 1980 à 1982
- Welcome pingouin, Théâtre des Bouffes-du-Nord, Paris, 1983